# Le Fossé
Le Fossé là một xã trong vùng hành chính Normandie, thuộc tỉnh Seine-Maritime, quận Dieppe, tổng Forges-les-Eaux. Tọa độ địa lý của xã là 49° 36' vĩ độ bắc, 1° 34' kinh độ đông. Le Fossé nằm trên độ cao trung bình là 144 mét trên mực nước biển, có điểm thấp nhất là 138 mét và điểm cao nhất là 227 mét. Xã có diện tích 10,11 km², dân số vào thời điểm 2006 là 444 người; mật độ dân số là 44 người/km².

## Thông tin nhân khẩu
| 1931 | 1936 | 1946 | 1954 | 1962 | 1968 | 1975 | 1982 | 1990 | 1999 |
| ---- | ---- | ---- | ---- | ---- | ---- | ---- | ---- | ---- | ---- |
| 485  | 479  | 493  | 429  | 386  | 384  | 377  | 303  | 359  | 382  |